# Domingos José Freire Junior
Domingos José Freire Junior (Rio de Janeiro, 5 de novembro de 1842 — Rio de Janeiro, 21 de agosto de 1899) foi um cientista brasileiro, diretor do Museu Nacional entre 1893 e 1895. Doutourou-se em medicina, na Faculdade de Medicina do Rio de Janeiro; depois, pesquisou sobre a vacina contra a febre amarela. Foi eleito membro da Academia Nacional de Medicina em 1885, com o número acadêmico 136, na presidência de Agostinho José de Sousa Lima.

## Reconhecimentos
- Membro titular da Academia Imperial de Medicina;[1]
- Oficial da Imperial Ordem da Rosa;[1]
- Medalha da Campanha do Paraguai.[2]